# 北爪やよひ
北爪やよひ（きたづめ やよひ、 1945年3月26日-）は、日本の作曲家。日本クラリネット協会の会長を1980年から1986年まで務めたクラリネット奏者で音楽教育者であった北爪利世の娘で、作曲家北爪道夫の姉である。

## 経歴
1945年3月26日、父利世と母和喜の長女として東京に生まれた。父は東京音楽学校本科でクラリネットを学び、母は同校師範科でピアノと歌を専攻、叔父の規世も同校でヴィオラを学んだ音楽一家だった。やよひは母親からピアノの手ほどきを受けたのち、東京芸術大学に入学、音楽理論と作曲法を池内友次郎および矢代秋雄に師事した。在学中に作曲した「クラリネットとピアノのためのソナチネ」は、フランスのクラリネット奏者ジャック・ランスロが気に入り、リサイタルで取り上げ楽譜も出版している。1970年には音楽之友社が主催する吹奏楽曲懸賞募集で「前奏曲」が優秀賞を受賞した。1971年に東京芸術大学大学院を修了、翌1972年にヴィオラ、クラリネット、コントラバスのための「アンディス'72」を発表し、作曲家として本格的に活動を始める。その後ハンガリーに渡りコダーイ・システム・セミナーに参加、以来日本のわらべ歌の再発見から、ソロ、アンサンブルのための「エネク」シリーズを始める。「エネク」はハンガリー語で「歌う」という意味の「énekel」からきている。1974年に再興した深新会第1回作品展で、3人のソプラノ、2人のトランペット、打楽器のための「エネクI」を発表。2015年までに「エネク」は11作品を数え、異なる編成を使いながら自然な歌を追求している。1989年に横浜で個展を開催。1991年には日本現代音楽協会主催東京現代音楽祭「童楽」の部に児童合唱「音は移るよ 波うつよ 我らは地球のうんてん手」が入選した。2000年7月17日には東京で作曲家大田桜子との二人展を開催している。音楽の身体性、即興性に興味を広げている。

## 作品

### 管弦楽曲
- 2002年 - Concert, voor klarinet en orkest

### 吹奏楽曲
- 1969年 - 前奏曲[6]
- 1970年 - ONT

### 声楽曲

#### 合唱曲
- 1982年 - 五つの詩:少年少女合唱のための (まど・みちお詩)[11]
- 1991年 - 音は移るよ 波うつよ 我らは地球のうんてん手
- 2016年 - 音楽のかたち・言語以前:混声合唱[12]

#### 歌曲
- 2006年 - おとのはうた:ギター、メゾソプラノ、アルト、テノール、バリトン[1][4]
- 2010年 - おとのことのは:歌手、俳優、打楽器[4]
- 2010年 - 山川草木虫魚禽獣:歌手[4]

### 室内楽
- 1971年 - クラリネットとピアノのためのソナチネ[1]
- 1972年 - アンディス'72: ヴィオラ、クラリネット、コントラバスのための[1]
- 1976年 - エネクII: フルート、オーボエ、ファゴット、ピアノのための[1][4][13]
- 1977年 - Deep・Blue・Sky: オーボエ,弦楽器とピアノのための[14]
- 1991年 - エネクV:マリンバ奏者とコントラバスのための[1][15]
- 1997年 - エネクIV－遠い記憶に: クラリネットとピアノ[1][4]
- 1999年 - エネクVI: クラリネットとピアノのための[16]
- 2000年 - Sonate, voor klarinet en piano
- 2003年 - エネクVIII: 2本のサキソフォンのための[1][17][18]
- 2009年 - エネクX:アルトフルート、ピアノ[4]

### ピアノ曲
- 1978年 - インナースペース:2台のピアノのための[1][4][19]
- 1979年 - エネクIII:ピアニストのための[1][4]
- 2010年 - 空の音風のうた[20]
- 2012年 - あしおとがきこえる[21]
- 2015年 - エネクXI:ピアニストのための～そのときどきの～[12]

### 邦楽曲
- 1993年 - 1994年 - はる なつ あき ふゆ: 十三絃箏唄のための[1]
- 2001年 - のはらうた:3人の奏者のための箏唄[1][22]
- 2002年 - 矢川澄子改竄〈妾ハ童歌抄〉より:十三絃箏唄とコントラバス[1][22]
- 2009年 - おとない:三味線、尺八、打楽器[4]

### 打楽器曲
- 2007年 - 耳の暇 (いとま): 2人の打楽器奏者のための[1]